# Ґедайти
Ґедайти (пол. Giedajty, нім. Gedaithen) — село в Польщі, у гміні Йонково Ольштинського повіту Вармінсько-Мазурського воєводства.
Населення — 484 особи (2011).

## Демографія
Демографічна структура станом на 31 березня 2011 року:
|          | Загалом | Допрацездатний вік | Працездатний вік | Постпрацездатний вік |
| -------- | ------- | ------------------ | ---------------- | -------------------- |
| Чоловіки | 239     | 51                 | 178              | 10                   |
| Жінки    | 245     | 54                 | 164              | 27                   |
| Разом    | 484     | 105                | 342              | 37                   |